# The Go! Team
The Go! Team és un grup d'indie rock britànic de Brighton, Anglaterra, que gira a l'entorn del seu creador, el music i director de cinema Ian Parton.
Format per sis membres amb dos bateries, el grup és mixt (tres nois i tres noies inclosa la cantant). Musicalment, la banda combina indie amb ritmes hip hop, sons funk i de bandes sonores de Bollywood.

## Biografia
Inicialment The Go! Team va néixer com un projecte en solitari del director de cinema documental Ian Parton, amb el primer EP del grup, Get It Together, publicat l'any 2000. El llegendari DJ John Peel va fer-ne difusió, però després d'aquests inicis, a causa de disputes legals, haurien de passar tres anys per al seu següent EP, Junior Kickstart.
El seu primer àlbum, Thunder, Lightning, Strike, produït pel segell Memphis l'any 2004, va rebre el reconeixement de la crítica. L'èxit de la cançó Ladyflash va fer augmentar la popularitat del grup i va ser nominat al Premi Mercury 2005. L'octubre de 2005 es va publicar una reedició del disc als EUA i al Regne Unit, aquesta vegada sota el segell Columbia Records. Aquesta edició, a més d’incorporar dos temes nous, s'hi va recrear una "versió legal" de l'àlbum substituint el mostratge que no podia ser autoritzat per a l'ús comercial.
En els següents àlbums Proof of Youth (2007) i Rolling Blackouts” (2011), el conjunt accentua els ritmes anteriors, però aquesta vegada s'apropa a tendències majoritàries tot i sense abandonar la seva essència indie.
The Scene Between va ser completament escrit i produït pel mateix Parton, excloent les veus del grup. Malgrat això, va conservar el nom de la banda. Parton va posar més èmfasi a les melodies vocals, segons ell: "cercant l’equilibri a tot allò que sempre he estimat musicalment." L'11 d'octubre de 2017, The Go! Team va anunciar el llançament de Semicircle, el seu cinquè àlbum que va sortir el 19 de gener de 2018. L'àlbum va comptar principalment amb les veus de Ninja i Maki, així com les veus externes del Detroit Youth Choir.
El març de 2021, The Go! Team va anunciar una nova formació i el títol del seu sisè àlbum, Get Up Sequences Part One, que es va publicar posteriorment el 2 de juliol de 2021. En una entrevista del 2021, Parton va revelar que va experimentar una pèrdua auditiva a l'orella dreta durant l'enregistrament de Get Up: "Vaig perdre l'oïda durant la realització del disc. Em vaig despertar un dijous d'octubre del 2019 i la meva oïda havia canviat.", afegint: "el trauma de la pèrdua d'oïda va donar a la música una dimensió diferent i per a mi va convertir l'àlbum en una bot salvavides".
El setembre de 2022, el Go! Team va llançar un nou senzill, Divebomb, seguit del seu setè àlbum, Get Up Sequences Part Two, el 3 de febrer de 2023.

### Membres
- Ian Parton: guitarra elèctrica, harmònica i bateria.
- Sam Dook: guitarra elèctrica, banjo i bateria.
- Chi Fukami Taylor: bateria i veu.
- Kaori Tsuchida: veu, guitarra elèctrica, teclats.
- Jamie Bell: baix
- Ninja: veu / cantant de rap.

## Discografia
- Thunder Lightning, Strike (2004)
- Proof of Youth (2007)
- Rolling Blackouts (2011)
- The Scene Between (2015)
- Semicircle (2018)
- Get up Sequences Part One (2021)
- Get up Sequences Part Two (2023)